# Стерлитамакская государственная филармония

Стерлитамакская государственная филармония — концертное учреждение в Стерлитамаке Республики Башкортостан. Расположена на Проспекте Ленина.

## История
Основана в декабре 1991 года. 1 октября 2013 года в связи с объединением Стерлитамакским баш.театром и филармонии, возникло новое наименование: Стерлитамакское государственное театрально-концертное объединение

## Коллективы
- Башкирская эстрадно-фольклорная группа «Ашкадар»
- Оркестр русских народных инструментов
- Чувашский эстрадно-фольклорный ансамбль «Сарби»
- Театр танца

- Лекторий

## Достижения
Дипломы, награды и медали:
- 41-го международного фольклорного фестиваля в Нидерландах.[1]
- 48-го международном фестивале в Бельгии.